# Phytomyptera usitata
Phytomyptera usitata là một loài ruồi trong họ Tachinidae.